# Cryptorhamphidae
Die Cryptorhamphidae sind eine Familie der Wanzen (Heteroptera) innerhalb der Teilordnung Pentatomomorpha. Sie zählte bis vor der Revision der Pentatomomorpha mit Schwerpunkt der Lygaeoidea durch Henry im Jahr 1997 als Unterfamilie zu den Bodenwanzen (Lygaeidae) und wurde danach in den Familienrang gestellt. Sie umfasst zwei Gattungen und vier Arten.

## Merkmale
Die Wanzen haben einen langgestreckten Körperbau. Ihr Kopf ist quadratisch und die Bucculae sind langgestreckt. Die Fühler sind wie auch das Labium viergliedrig. Punktaugen (Ocelli) sind ausgebildet und werden durch eine dazwischen liegende Naht getrennt. Am Metathorax befinden sich Duftdrüsen, deren Verdunstungsbereich und Peritrema gut entwickelt sind. Die Hemielytren sind punktförmig strukturiert, ihre Membrane hat vier bis sechs Längsadern. Die Hinterflügel haben einen Hamus. Am Hinterleib liegen alle Stigmen dorsal. Nur am fünften und sechsten Sternum am Hinterleib sind Trichobothria vorhanden. Die Ventralseite des Körpers ist punktförmig strukturiert.

## Verbreitung
Die Familie ist nur in der Australis verbreitet und kommt von Fidschi bis in den Südosten Australiens vor. Alle vier Arten kommen nur in den gemäßigten Breiten Australiens vor und fehlen dort in den Tropen und Subtropen, obwohl  Gonystus nasutus auch in Fidschi verbreitet ist.

## Lebensweise
Die Lebensweise der Tiere ist kaum bekannt. Arten der Gattung Cryptorhamphus wurden auf Pflanzen gefunden; häufig an den Samenkapseln von Arten aus verschiedenen Pflanzenfamilien, wie z. B. von Fuchsschwanzgewächsen (Chenopodiaceae), Hülsenfrüchtlern (Fabaceae), Süßgräsern (Poaceae), Mimosengewächsen (Mimosaceae) und Myrtengewächsen (Myrtaceae). Gonystus grossi lebt an Gräsern in Grasbüscheln.

## Taxonomie und Systematik
1860 beschrieb Carl Stål die Gattung Cryptorhamphus in der damals noch zu den Bodenwanzen gezählten Unterfamilie Cymida. Walker stellte sie 1872 in eine eigene Tribus, Cryptorhamphina, was jedoch von Stål 1874 wieder rückgängig gemacht wurde. Dieser Ansicht folgten auch 1956 Barber und 1964 Slater. Štys platzierte sie 1967 wiederum in einer eigenen Tribus, Hamid 1971 schließlich in einer eigenen Unterfamilie, bereits gemeinsam mit der zweiten Gattung Gonystus. Er vermutete eine entfernte Verwandtschaft mit den Cymidae (damals noch Unterfamilie der Bodenwanzen). Die heute aktuelle Klassifikation der Gruppe entstand 1997 nach einer Revision der Pentatomomorpha mit Schwerpunkt der Lygaeoidea durch Henry. Er reklassifizierte die bis dahin als Unterfamilie der Bodenwanzen betrachtete Gruppe und stellte sie in den Familienrang.
Die Familie umfasst folgende Gattungen und Arten:
- Gattung Cryptorhamphus Stål, 1860
  - Cryptorhamphus orbus Stål, 1860
  - Cryptorhamphus slateri Hamid, 1971
- Gattung Gonystus Stål, 1874
  - Gonystus grossi Hamid, 1971
  - Gonystus nasutus Stål, 1874

## Belege